# Kevin David Mitnick
Kevin David Mitnick   (Van Nuys, 6 d'agost de 1963 - Pittsburgh, 16 de juliol de 2023) fou un dels furoners més famosos empresonat i condemnat en diverses ocasions. L'última detenció de Mitnick es va fer per l'FBI, el 15 de febrer de 1995 sota l'acusació d'haver entrat en alguns dels sistemes d'ordinadors segurs dels Estats Units d'Amèrica.

## Afers Policials

### Primers incidents
Mitnick havia estat condemnat prèviament l'any 1981 per destrucció de dades en una xarxa d'ordinadors i robatori de manuals d'operador d'una companyia telefònica. El 1983 va ser condemnat per entrar en un ordinador del Pentàgon de la xarxa ARPAnet des de la sala de terminals d'un campus (USC). Uns anys més tard va viure en la clandestinitat durant més d'un any després de ser acusat de fer malbé una referència de crèdit TRW d'ordinador, es va lliurar un ordre de detenció que va desaparèixer dels arxius de la policia sense cap explicació. Va ser condemnat per robar programari de l'Operació Santa Cruz el desembre de 1987. El 1988, Mitnick es declarà culpable d'una estafa per ordinador i de possessió il·legal de codis d'accés a distància, després d'haver estar capturat per atacs nocturns per entrar a la xarxa d'ordinadors de la companyia Digital, coneguda com a Easynet, amb la finalitat d'obtenir una còpia del sistema operatiu del miniordinador VMS de Digital.

### El gran cop
Després de sortir de la presó amb llibertat condicional, Mitnick va penetrar il·legalment en la base de dades de l'expert en seguretat informàtica i sistemes de telecomunicacions Tsutomu Shimomura el 25 de desembre de 1994. El seu objectiu era robar el software d'una modificació d'un kernel de telèfon mòbil de la companyia OKI. Aquest software, que Shimomura va modificar juntament amb altres tècnics, permetia a un usuari d'aquest telèfon escoltar converses de gent en un radi determinat. En veure que el seu sistema havia estat assaltat, Shimomura va començar una investigació juntament amb l'FBI que va concloure el 15 de febrer del 1995 a Raleigh, Carolina del Nord.
Després d'aquest fet, es va culpar Mitnick de frau telefònic, possessió de comptes no autoritzats, intercepció de comunicacions electròniques o cablejades, accés no autoritzat a un ordinador federal i malmetre ordinadors.
Després de declarar-se culpable per alguna de les acusacions, Mitnick va ser condemnat el 1999 a 46 mesos de presó amb un afegit de 22 mesos més per haver-se saltat la condicional. En total Mitnick va complir 5 anys de presó (4 i mig abans del judici i 8 mesos després en aïllament total). Mitnick va ser alliberat el 21 de gener del 2000.
En relació als últims esdeveniments policials de Mitnick, es va fer un llibre anomenat Takedown: The pursuit and capture of Kevin Mitnick, America's most wanted computer outlaw - by the man who did it and John Markoff. (escrit per Tsutomu Shimomura i John Markoff) que explica tota la persecució des del punt de vista d'aquests. També es va fer una pel·lícula basada en aquest llibre.

## En l'actualitat
Actualment, Kevin Mitnick té una empresa de consultoria en seguretat informàtica anomenada Mitnick Security Consulting LLC.

## Llibres
- El arte de la intrusión Arxivat 2016-08-10 a Wayback Machine. - Histories/Anecdotes sobre Hacking profesional
- The art of deception Arxivat 2012-03-25 a Wayback Machine. - Tècniques d'enginyeria social